# Ремовський
Ре́мовський (рос. Ремовский) — селище у складі Локтівського району Алтайського краю, Росія. Адміністративний центр та єдиний населений пункт Ремовської сільської ради.

## Населення
Населення — 956 осіб (2010; 1036 у 2002).
Національний склад (станом на 2002 рік):
- росіяни — 94 %